# ديفيد دالي
ديفيد دالي (بالإنجليزية: David Dale)‏ هو صحفي أسترالي، ولد في 1948.